# کارت فکتوری
کارت فکتوری (انگلیسی: Card Factory) شرکت خرده‌فروشی بریتانیایی است، که در سال ۱۹۹۷ تأسیس شد.